# Алимемазин
Алимемази́н (тримепразин, торговые названия Терален, Тералиджен) — антипсихотический препарат, обладающий антигистаминным, спазмолитическим, дофаминблокирующим и умеренным α-адреноблокирующим действием; кроме того оказывает противорвотное, снотворное, седативное и противокашлевое действие. Относится к алифатическим производным фенотиазина. 
По химической структуре близок к прометазину и левомепромазину. От прометазина отличается наличием дополнительной метиленовой группы (СН2) в боковой цепи, а от левомепромазина — отсутствием группы ОСН3 в положении 2 фенотиазинового ядра.
Фармакологически занимает промежуточное место между прометазином, являющимся противогистаминным препаратом с седативной активностью, и антипсихотическим препаратом хлорпромазином. Более активен по антигистаминному и седативному действию, чем прометазин, и обладает свойствами, характерными для хлорпромазина и других фенотиазиновых нейролептиков. По сравнению с хлорпромазином оказывает менее выраженное адреноблокирующее действие; обладает слабой холинолитической активностью.

## Физические свойства
Белый или слегка желтоватый кристаллический порошок; растворим в воде и спирте.

## Фармакологическое действие
Антипсихотическое средство (нейролептик), оказывает антигистаминное, спазмолитическое, серотонинблокирующее и умеренное α-адреноблокирующее действие, а также противорвотное, снотворное, седативное и противокашлевое действие. Антипсихотическое действие обусловлено блокадой дофаминовых D2-рецепторов мезолимбической и мезокортикальной системы. Седативное действие обусловлено блокадой адренорецепторов ретикулярной формации ствола головного мозга; противорвотное действие — блокадой дофаминовых D2-рецепторов триггерной зоны рвотного центра; гипотермическое действие — блокадой дофаминовых рецепторов гипоталамуса. Начало эффекта — через 15-20 мин, длительность действия — 6-8 ч.

## Фармакокинетика
Связь с белками плазмы — 20—30 %, T½ — 3,5—4 ч. Выводится почками — 70—80 % в виде метаболита (сульфоксида).

## Показания
Алимемазин является антипсихотическим средством с умеренной активностью. При выраженных психозах относительно малоэффективен; действует преимущественно как мягкое седативное и противотревожное средство, оказывает положительное действие при сенестопатии, навязчивости и фобии. Применяется главным образом при психосоматических проявлениях, развивающихся на почве сосудистых травматических, соматогенных, инфекционных нарушений функций центральной нервной системы и при нейровегетативных расстройствах. Седативный эффект способствует нормализации сна у больных этой категории.
В связи с антигистаминной активностью алимемазин применяют также при аллергических заболеваниях, особенно дыхательных путей, и при кожном зуде. Успокаивает кашель и обладает противорвотной активностью.
В связи с относительно хорошей переносимостью находит применение в детской и геронтологической практике, а также в соматической медицине.

## Режим дозирования
Применяют внутрь и внутримышечно. Внутрь назначают взрослым в качестве успокаивающего, противоаллергического, противозудного средства по 10—40 мг в день; детям — по 7,5—25 мг в день в 3—4 приёма. В острых случаях и в психиатрической практике назначают до 100—400 мг в сутки (взрослым). Высшая доза для взрослых 500 мг в день, для лиц старческого возраста — 200 мг в день. Внутримышечно вводят в виде 0,5 % раствора.

## Противопоказания
Гиперчувствительность, закрытоугольная глаукома, гиперплазия предстательной железы, тяжёлая печёночная и/или почечная недостаточность, паркинсонизм, миастения, синдром Рейе, одновременное применение ингибиторов МАО (в том числе фуразолидона, линезолида и др.), беременность, период лактации.

### C осторожностью
Алкоголизм (в анамнезе осложнения при применении препаратов фенотиазинового ряда), обструкция шейки мочевого пузыря, предрасположенность к задержке мочи, эпилепсия, открытоугольная глаукома, желтуха, угнетение функции костного мозга, артериальная гипотензия.

## Побочные эффекты

### Со стороны нервной системы
Сонливость, вялость, быстрая утомляемость; парадоксальная реакция (беспокойство, возбуждение, «кошмарные» сновидения, раздражительность); экстрапирамидные расстройства (тремор, акатизия, паркинсонизм); редко — спутанность сознания, учащение ночных апноэ, повышение судорожной активности (у детей).

### Со стороны органов чувств
Нечёткость зрительного восприятия (парез аккомодации), шум или звон в ушах.

### Со стороны сердечно-сосудистой системы
Головокружение, снижение артериального давления, тахикардия.

### Со стороны пищеварительной системы
Сухость во рту, атония желудочно-кишечного тракта, запоры, снижение аппетита.

### Со стороны дыхательной системы
Сухость в носу, глотке, повышение вязкости бронхиального секрета.

### Со стороны мочевыделительной системы
Атония мочевого пузыря, задержка мочи.

### Прочие
Аллергические реакции, агранулоцитоз, повышенное потоотделение, мышечная релаксация, фотосенсибилизация.

## Особые указания
При длительном лечении необходимо систематически проводить общий анализ крови, оценивать функцию печени. Может маскировать ототоксическое действие (шум в ушах и головокружение) совместно применяемых лекарственных средств. Повышает потребность в рибофлавине. Для предотвращения искажения результатов кожных скарификационных проб на аллергены необходимо отменить за 72 ч до аллергологического тестирования. Во время лечения возможны ложноположительные результаты теста на наличие беременности. Раствор для инфузий содержит неорганические сульфиты, которые могут вызывать реакции анафилактического типа. На фоне лечения не следует заниматься видами деятельности, требующими повышенного внимания. В период лечения не следует употреблять этанол.

## Взаимодействие
Усиливает эффекты наркотических анальгетиков, снотворных, анксиолитических (транквилизаторов) и антипсихотических лекарственных средств (нейролептиков), а также лекарственных средств для общей анестезии, м-холинолитиков и гипотензивных лекарственных средств (требуется коррекция доз). Ослабляет действие производных амфетамина, м-холиномиметиков, эфедрина, гуанетидина, леводопы, допамина. Совместное применение с этанолом и лекарственными средствами, подавляющими действие центральной нервной системы, приводит к усилению угнетения центральной нервной системы. Противоэпилептические лекарственные средства и барбитураты снижают порог судорожной активности (требуется коррекция доз). Бета-адреноблокаторы повышают (взаимно) концентрацию в плазме (возможны выраженное снижение артериального давления, аритмии). Ослабляет действие бромокриптина и повышает концентрацию пролактина в сыворотке крови. Трициклические антидепрессанты и холинолитические лекарственные средства усиливают м-холинолитическую активность. Ингибиторы МАО (одновременное назначение не рекомендуется) и производные фенотиазина повышают риск возникновения артериальной гипотензии и экстрапирамидных расстройств. При одновременном назначении алимемазина с лекарственными средствами, угнетающими костномозговое кроветворение, увеличивается риск миелосупрессии. Гепатотоксические лекарственные средства усиливают проявления гепатотоксичности препарата.